# Saison 3 de l'émission Le Disney Channel
Voici le détail de la troisième saison de l'émission Le Disney Channel diffusée sur FR3 du 1er septembre 1986 au 31 août 1987.

## Animateurs et Fiche technique

### Les animateurs
Tout au long de son existence l’émission a eu de manière majoritaire deux animateurs. Ce tandem de garçons reposait au cours de cette saison sur :
- Jean Rochefort
- Guy Montagné

### Fiche de l'émission
- Réalisation : Dominique Bigle et Maxime Debest
- Production : Dominique Bigle et Gérard Jourd'hui

## Émission du samedi

### Courts-métrages classiques diffusés
Les dessins animés de l’émission étaient annoncés dans la rubrique Télévision du Journal de Mickey. Ils étaient diffusés dans les rubriques Bon week-end Mickey et Donald présente. Ils regroupaient les séries ci-dessous :
- Mickey Mouse
- Donald Duck
- Dingo
- Donald & Dingo
- Pluto
- Tic et Tac
- Silly Symphonies

#### Bon week-end Mickey
Voici une liste non exhaustive de ces derniers :
- Les folies de Mickey et Tic et Tac au far west (émission du samedi 20 septembre 1986)[1]
- La Cigale et la Fourmi (émission du samedi 27 septembre 1986)[2]
- Le Vilain Petit Canard et Le poussin et l'écureuil (émission du samedi 4 octobre 1986)[3]
- Pluto postier et Morris le petit élan (émission du samedi 18 octobre 1986)[4]
- Bal de campagne et Le kangourou de Goofy (émission du samedi 25 octobre 1986)[5]
- Pluto n'aime pas les chats et Le petit oiseau va sortir (émission du samedi 1er novembre 1986)[6]
- Les ours et les abeilles et Papa Pluto (émission du samedi 8 novembre 1986)[7]
- Les marins Tic et Tac et Les Cacahuètes de Donald (émission du samedi 13 décembre 1986)[8]
- Toby la tortue, La Chasse au tigre, Joujoux brisés, Donald et son arbre de Noël et Au pays des étoiles (émission spéciale dessins animés pour Noël du samedi 20 décembre 1986)[9]
- Les contes de Mère l'oie, L'art de la danse, Champ de bataille, L'Anniversaire de Mickey et Les coccinelles amoureuses (émission spéciale dessins animés pour Noël du samedi 27 décembre 1986)[10]
- Le Perroquet de Mickey (émission du samedi 3 janvier 1987)[11]

#### Donald présente
Voici une liste non exhaustive de ces derniers :
- Attention peinture fraîche (émission du samedi 20 septembre 1986)[1]
- Donald emballeur (émission du samedi 27 septembre 1986)[2]
- Inventions nouvelles (émission du samedi 4 octobre 1986)[3]
- Donald amoureux (émission du samedi 18 octobre 1986)[4]
- Le procès de Donald (émission du samedi 25 octobre 1986)[5]
- Bonne nuit Donald (émission du samedi 1er novembre 1986)[6]
- vendredi 13 (émission du samedi 8 novembre 1986)[7]
- Ramenez-le vivant! (émission du samedi 13 décembre 1986)[8]
- Donald flotteur de bois (émission du samedi 20 décembre 1986)[9]
- Donald pêcheur (émission du samedi 27 décembre 1986)[10]
- Le Pélican Somnambule (émission du samedi 3 janvier 1987)[11]

#### Les dessins-animés
Émission du samedi 10 janvier 1987:  un épisode de Gallegher (Série télévisée)
- Le grand méchant loup, Les angoisses de donald et L'ours attrape (émission du samedi 10 janvier 1987)[12]
- Figaro et Cléo, Donald et le Gorille et Déboire sans boire (émission du samedi 17 janvier 1987)[13]
- Le brave mécanicien, L'Autruche de Donald et La petite maison[14] (émission du samedi 24 janvier 1987)
- La chasse au blaireau, Le Dilemme de Donald et Lambert, le lion bêlant (émission du samedi 31 janvier 1987)[15]
- Les cochons sont des cochons, Donald et son double et La chasse au renard (émission du samedi 7 février 1987)[16]
- Petit Poulet (Chicken Little) , Pépé grillon et Comment devenir détective (émission du samedi 14 février 1987)[17]
- Mickey prend le train, Donald bûcheron et Mickey marque un essai (émission du samedi 14 mars 1987)[18]
- Tends la patte et Donald pilote d'essai (émission du samedi 21 mars 1987)[19]
- un enlèvement de chien et Une histoire de pinguin (émission du samedi 16 mai 1987)[20]
- Le papillon et la flamme et Plein Boulot (émission du samedi 11 juillet 1987)[21]
- Boutique chinoise et L'oiseleur (émission du samedi 18 juillet 1987)[22]
- Le chat, Pluto et la dinde et Automne (émission du samedi 8 aout 1987)[23]
- Chien d'arrêt et Chasseur d'autographes (émission du samedi 22 aout 1987)[24]

#### Bienvenue Donald
- Agent Canard (émission du samedi 11 juillet 1987)[21]
- Les glissades de Donald (émission du samedi 18 juillet 1987)[22]
- Les inventions modernes (émission du samedi 22 aout 1987)[24]

### Les programmes de série et feuilleton
Les programmes de série et feuilleton étaient annoncés dans la rubrique Télévision du Journal de Mickey.
Voici une liste non exhaustive de ces derniers :

#### Liste des épisodes de Winnie l'Ourson
- La maison de couleur différente (émission du samedi 20 septembre 1986)[1]
- Ce que l'on fait de mieux (émission du samedi 27 septembre 1986)[2]
- Le jour de liberté de Tigrou (émission du samedi 4 octobre 1986)[3]
- Winnie scout (émission du samedi 18 octobre 1986)[4]
- Ne jamais remettre au lendemain (émission du samedi 25 octobre 1986)[5]
- Pauvre bourriquet (émission du samedi 1er novembre 1986)[6]
- Sentiments (Winnie l'Ourson) (émission du samedi 8 novembre 1986)[7]
- Surprise, surprise (émission du samedi 13 décembre 1986)[8]
- Il est l'heure de dormir (émission du samedi 20 décembre 1986)[9]
- Le jour des chevaliers (émission du samedi 27 décembre 1986)[10]
- Nuages (émission du samedi 3 janvier 1987)[11]
- Une dodo partie (émission du samedi 10 janvier 1987)[12]
- Faire un vœu (émission du samedi 17 janvier 1987)[13]
- Le lapin le plus rapide (émission du samedi 24 janvier 1987)[14]
- Les voisins (émission du samedi 31 janvier 1987)[15]
- Le tigre bricoleur (émission du samedi 7 février 1987)[16]
- Un bycliclette (émission du samedi 14 février 1987)[17]
- Un délicieux ami à plumes (émission du samedi 14 mars 1987)[18]
- Ça doit être le printemps (émission du samedi 21 mars 1987)[19]
- La fanfare (émission du samedi 11 juillet 1987)[21]
- Un épisode (émission du samedi 18 juillet 1987)[22]
- Cela doit être l'été (émission du samedi 8 aout 1987)[23]

#### Liste des épisodes de séries
- L'épisode Le tyran démasqué de Zorro (émission du samedi 20 septembre 1986)[1]
- L'épisode Une affaire d'honneur de Zorro (émission du samedi 27 septembre 1986)[2]
- L'épisode Le sergent voit rouge de Zorro (émission du samedi 4 octobre 1986)[3]
- L'épisode Les regrets du capitaine de Zorro (émission du samedi 18 octobre 1986)[4]
- L'épisode Massacre pour un meurtre de Zorro (émission du samedi 25 octobre 1986)[5]
- L'épisode Vive le gouverneur de Zorro (émission du samedi 1er novembre 1986)[6]
- L'épisode La tireuse de cartes de Zorro (émission du samedi 8 novembre 1986)[7]
- L'épisode Zorro combat son père de Zorro (émission du samedi 13 décembre 1986)[8]
- L'épisode Quand les chiens sont des stars (émission spéciale début d'année du samedi 3 janvier 1987)[11]
- Un épisode de la série Gallegher (émission du samedi 10 janvier 1987)[12]
- Un épisode de la série Gallegher (émission du samedi 17 janvier 1987)[13]
- Un épisode de la série Gallegher (émission du samedi 24 janvier 1987)[14]
- Un épisode de la série Gallegher (émission du samedi 31 janvier 1987)[15]
- Un épisode de la série Gallegher (émission du samedi 7 février 1987)[16]
- Un épisode de la série Gallegher (émission du samedi 14 février 1987)[17]
- Un épisode de la série Gallegher (émission du samedi 14 mars 1987)[18]
- Un épisode de la série Gallegher (émission du samedi 21 mars 1987)[19]
- Un épisode de la série 'Le Renard des marais (émission du samedi 16 mai 1987)[20]
- Le fantôme des Cyprès (émission du samedi 11 juillet 1987)[21]
- Le premier épisode de L'énigme(émission du samedi 18 juillet 1987)[22]
- Le second épisode de L'énigme(émission du samedi 25 juillet 1987)[22]
- Le premier épisode de Un drôle d'oiseau (émission du samedi 1er aout 1987)[23]
- Le second épisode de Un drôle d'oiseau (émission du samedi 8 aout 1987)[23]
- Le premier épisode de Fillière Oméga (émission du samedi 15 aout 1987)[24]
- Le second épisode de Fillière Oméga (émission du samedi 22 aout 1987)[24]

### Les rubriques

#### Disney souvenirs
- Fess Parker et Buddy Ebsen (émission du samedi 4 octobre 1986)[3]
- La première partie sur Mark Davis un animateur de la maison Disney (émission du samedi 11 octobre 1986)[25]
- La seconde partie sur Mark Davis un animateur de la maison Disney (émission du samedi 18 octobre 1986)[4]
- La première partie sur les techniciens de l'animation les créateurs de la maison (émission du samedi 25 octobre 1986)[5]
- La seconde partie sur les techniciens de l'animation les créateurs de la maison Disney (émission du samedi 1er novembre 1986)[6]
- La vie d'Annette Funicello une vedette de la télévision, du cinéma et de la chanson (émission du samedi 8 novembre 1986)[7]
- Animation voices (émission du samedi 13 décembre 1986)[8]
- La première partie de la série Les soirées du Far West à Disneyland (émission du samedi 20 décembre 1986)[9]
- La seconde partie de la série Les folles soirées du Far West à Disneyland (émission du samedi 27 décembre 1986)[10]

#### La minute Disney
- Un extrait de Basil, détective privé (émission du samedi 10 janvier 1987)[12]
- Un extrait de Bambi (émission du samedi 17 janvier 1987)[13]
- Un extrait de Robin des Bois (émission du samedi 24 janvier 1987)[14]
- Un extrait de La Coccinelle à Monte-Carlo (émission du samedi 31 janvier 1987)[15]
- Un extrait de Mary Poppins (émission du samedi 7 février 1987)[16]
- Un extrait de Cendrillon (émission du samedi 14 février 1987)[16]
- L'extrait du combat avec le calmar géant de Vingt Mille Lieues sous les mers(émission du samedi 14 mars 1987)[18]
- La première apparition à l'écran de Mickey(émission du samedi 21 mars 1987)[19]
- Un extrait de La Belle et le Clochard (La minute Disney)(émission du samedi 25 juillet 1987)[26]
- Un extrait de Fantasia (émission du samedi 8 aout 1987)[23]

## Émission en semaine:Mickey, Donald et compagnie

### Courts-métrages classiques diffusés
- Pluto au zoo et Défense de fumer (émission du mardi 24 septembre 1986)[1]
- Le pull-over de Pluto (émission du mardi 30 septembre 1986)[2]
- L'ouïe (émission du mardi 21 octobre 1986)[4]
- Pluto et Figaro et Le toucher (émission du mardi 28 octobre 1986)[5]
- Le Printemps de Pluto et La vue (émission du mardi 4 novembre 1986)[6]
- Plutopia et L'ennemi public (émission du mardi 16 décembre 1986)[8]
- Pluto fait des achats, La bicyclette, Pluto au pays des tulipes et Le golf et le baseball (émission du vendredi 26 décembre 1986)[9]
- Dingo et Dolorès, Le feu, Donald décorateur et Les alligators (émission du vendredi 2 janvier 1987 )[10]
- Dingo champion de ski et la première partie de La psychologie de l'enfant (émission du lundi 5 janvier 1987)[11]
- Dingo fait du basket et la seconde partie de La psychologie de l'enfant (émission du lundi 12 janvier 1987)[12]
- Dingo va à la chasse, la première partie de Comment conduire sur une autoroute et La chasse (émission du lundi 19 janvier 1987)[13]
- Dingo et Wilbur, la seconde partie de Comment conduire sur une autoroute et La chasse (émission du lundi 26 janvier 1987)[14]
- Pluto Casanova, Le grand air et Les cinq sens (émission du lundi 2 février 1987)[15]
- Dingo champion olympique  et L'eau émission du lundi 9 février 1987)[16]
- Dingo fait de la natation  et Le rat des villes et le rat des champs émission du lundi 16 février 1987)[17]
- Patrouille canine et Pierre et le Loup (émission du lundi 16 mars 1987)[18]
- Comment faire de l'équitationDonald nous parle de la pollution (émission du lundi 23 mars 1987)[19]
- Donald et le lion, Donald au pays des mathémagiques  et Donald somnambule (émission du lundi 18 mai 1987)[20]
- Le Planeur de Dingo  et L'électricité (émission du jeudi 6 aout 1987)[27]
- Pluto et son frère  et Automaboule (émission du jeudi 13 juin 1987)[23]
- Dingo joue au golf et Picsou banquier(émission du vendredi 21 aout 1987)[28]

### Les séries

#### Épisode de série de dessins-animés diffusées
- L'épisode Le dragon de la série Les Gummies (émission du mardi 24 septembre 1986)[1]
- L'épisode Comme un oiseau en cage de la série Les Gummies (émission du mardi 30 septembre 1986)[2]
- L'épisode Battements de cœur, Loupi le loup/La chasse au sanglier de la série Les Gummies (émission du mardi 21 octobre 1986)[4]
- L'épisode La cloture ou l'épouvantail/La nuit de la gargouille de la série Les Gummies (émission du mardi 21 octobre 1986)[4]
- L'épisode Dans le secret de la Gummiboise de la série Les Gummies (émission du mardi 4 novembre 1986)[6]
- L'épisode Plus rapide qu'un Tummi/Pour quelques Louis d'or en plus de la série Les Gummies (émission du mardi 16 décembre 1986)[8]
- L'épisode Le chapeau mangeur de la série Les Gummies (émission du jeudi 6 août 1987)[27]

#### Épisode de série
- Le premier épisode de la série Elfego Bacca (émission du lundi 16 mars 1987)[18]
- La première partie de l'épisode La justice ou les armes de la série Elfego Bacca (émission du lundi 23 mars 1987)[19]

### Les reportages

#### Les merveilles de la nature
- Un reportage sur la vie dans la vallée des castors (émission du mardi 24 septembre 1986)[1]
- Qu'est-ce qu'un désert? (émission du mardi 21 octobre 1986)[4]
- Les animaux des lointaines Galapagos (émission du mardi 28 octobre 1986)[5]
- Les prédateurs du désert (émission du mardi 4 novembre 1986)[6]
- Au pays des ours (émission du mardi 16 décembre 1986)[8]
- Les animaux les plus étranges (émission du vendredi 26 décembre 1986)[9]
- Les animaux vivant sur l'archipel des Malouines (émission du vendredi 2 janvier 1987)[10]
- La vue des grands mammifères (émission du lundi 5 janvier 1987)[11]
- Les secrets du monde des abeilles (émission du lundi 12 janvier 1987)[12]
- Les lemmings de l'Arctique (émission du lundi 19 janvier 1987)[13]
- Le jaguar, seigneur de l'Amazonie (émission du lundi 26 janvier 1987)[14]
- Le jaguar, seigneur de l'Amazonie (émission du lundi 9 février 1987)[16]
- Les singes de la jungle sud-américaine (émission du lundi 16 février 1987)[17]
- La vie des mammifères (émission du lundi 16 mars 1987)[18]
- La première partie de l'épisode Éclair la loutre (émission du lundi 23 mars 1987)[19]
- Les plus étranges animaux (émission du jeudi 6 aout 1987)[27]
- Au pays des ours (émission du jeudi 13 aout 1987)[23]

#### Les autres reportages
- Un reportage intitulé La santé (émission du lundi 5 janvier 1987)[11]
- Un reportage intitulé Les maisons (émission du lundi 12 janvier 1987)[12]
- Un reportage intitulé Les maisons (émission du lundi 19 janvier 1987)[13]
- Un reportage intitulé Le travail (émission du lundi 26 janvier 1987)[14]
- Un reportage intitulé  Les éléphants de la série Nipsey Russel présente (émission du lundi 9 février 1987)[16]
- Un reportage intitulé  La femme d'action de la série Jo Anne Worley présente (émission du lundi 16 février 1987)[17]
- Un reportage intitulé  Les vacanes (émission du vendredi 21 aout 1987)[28]